# BVZ 체르마트 철도

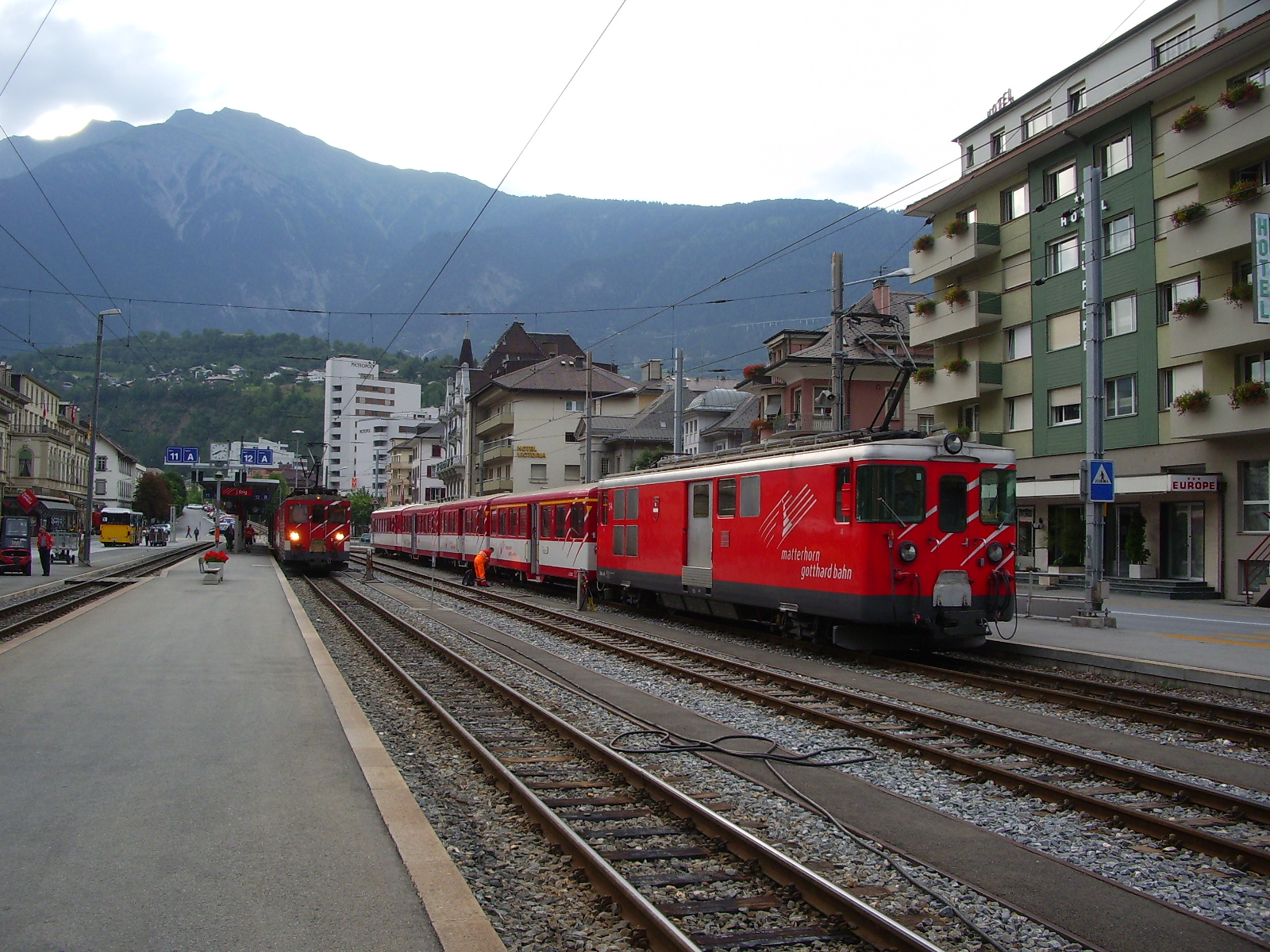

BVZ 체르마트 철도(독일어: Brig-Visp-Zermatt-Bahn, 약칭 BVZ)은 공식적으로 1991년과 2002년 사이에 BVZ 체르마트 철도로 알려져 있다. 이 철도는 스위스 발레주의 미터궤 철도이다. 44km 길이의 노선은 론 계곡의 브리크와 피스프 커뮤니티를 테쉬와 마터탈의 차 없는 휴양지인 체르마트와 연결한다. BVZ는 또한 장크트모리츠와 체르마트 사이의 빙하특급의 많은 사람들이 여행하고 존경하는 경로의 일부를 형성한다. 1891년 피스프-체르마트 철도(VZ)로 개업한 BVZ는 2003년 1월 1일 푸르카 오버알프 철도(FO)과 합병하여 마터호른 고트하르트 철도(MGB)를 형성했다.
고르너그라트 철도(1898년 개통)은 체르마트에서 BVZ(따라서 MGB)와 연결된다.

## 같이 보기
- 스위스의 철도
- 래티셰 철도